# Jordi Amirutza
Jordi Amirutza o Jordi Amirutzes fou un escriptor grec nascut a Trebisonda, que tenia el favor de Joan VIII Paleòleg que el va consultar sobre la seva assistència al concili de Florència del 1439. Jordi va anar a Florència i després va tornar a Trebisonda on també va tenir el favor de l'emperador David Comnè (1458-1461) a la cort del qual va exercir probablement els càrrec de logoteta i protovestarca. Pels seus coneixement fou conegut com "el filòsof".
Després de la conquesta de Trebisonda pels otomans, va obtenir el favor del soldà Mehmet II, principalment degut a la seva connexió amb un paixà turc amb el que alguna parenta (probablement una germana o una filla) hi estava casada; va tenir diverses converses amb el sultà sobre filosofia i religió.
Es va convertir a l'islam junt amb el seu fill, i la seva sobtada mort poc temps després mentre jugava als daus, fou vista pels cristians com un càstig per la seva apostasia.
Va escriure en grec l'obra que porta el nom en llatí de Ad Demetrium Nauplii Ducem de iis quae contiqerunt in Synodo Florentina en la qual s'oposava a la unió de les esglésies llatina i grega. Se li coneixen dues obres més: Dialogus de Fidee in Christo cum Rege Turcarum, i Epistola ad Bessarion Cardinales.